# Torneo dell'UEMOA 2009
Il Torneo dell'UEMOA 2009 (2009 UEMOA Tournament) fu la terza edizione del Torneo dell'UEMOA, competizione calcistica per nazione organizzata dall'UEMOA. La competizione si svolse in Burkina Faso dal 22 al 29 novembre 2009 e vide la partecipazione di otto squadre: Burkina Faso, Benin, Costa d'Avorio, Guinea-Bissau, Mali, Niger, Senegal e Togo.

## Formula
- Qualificazioni

Nessuna fase di qualificazione. Le squadre sono qualificate direttamente alla fase finale.
- Fase finale

Fase a gruppi - 8 squadre, divise in due gruppi da quattro squadre. Giocano partite di sola andata, le prime classificate si qualificano per la finale.
Fase a eliminazione diretta - 2 squadre, giocano partite di sola andata. La vincente si laurea campione UEMOA.

## Stadi
| Cotonou                 | Cotonou Porto-NovoTorneo dell'UEMOA 2009 (Benin) |
| ----------------------- | ------------------------------------------------ |
| Stade de l'Amitié       | Cotonou Porto-NovoTorneo dell'UEMOA 2009 (Benin) |
| Capienza: 20.000        | Cotonou Porto-NovoTorneo dell'UEMOA 2009 (Benin) |
|                         | Cotonou Porto-NovoTorneo dell'UEMOA 2009 (Benin) |
| Porto-Novo              | Cotonou Porto-NovoTorneo dell'UEMOA 2009 (Benin) |
| Stade Charles de Gaulle | Cotonou Porto-NovoTorneo dell'UEMOA 2009 (Benin) |
| Capienza: 15.000        | Cotonou Porto-NovoTorneo dell'UEMOA 2009 (Benin) |
|                         | Cotonou Porto-NovoTorneo dell'UEMOA 2009 (Benin) |

## Squadre partecipanti
| Pr. | Squadra        | Data di qualificazione certa | Partecipante in quanto                                         | Partecipazioni precedenti al torneo | Ultima presenza |
| --- | -------------- | ---------------------------- | -------------------------------------------------------------- | ----------------------------------- | --------------- |
| 1   | Benin          | -                            | Rappresentativa della nazione organizzatrice della fase finale | 2007, 2008                          | Mali 2008       |
| 2   | Burkina Faso   | -                            | Qualificata di diritto                                         | 2007, 2008                          | Mali 2008       |
| 3   | Costa d'Avorio | -                            | Qualificata di diritto                                         | 2007, 2008                          | Mali 2008       |
| 4   | Guinea-Bissau  | -                            | Qualificata di diritto                                         | 2007, 2008                          | Mali 2008       |
| 5   | Mali           | -                            | Qualificata di diritto                                         | 2007, 2008                          | Mali 2008       |
| 6   | Niger          | -                            | Qualificata di diritto                                         | 2007, 2008                          | Mali 2008       |
| 7   | Senegal        | -                            | Qualificata di diritto                                         | 2007, 2008                          | Mali 2008       |
| 8   | Togo           | -                            | Qualificata di diritto                                         | 2007, 2008                          | Mali 2008       |

Nella sezione "partecipazioni precedenti al torneo", le date in grassetto indicano che la nazione ha vinto quella edizione del torneo, mentre le date in corsivo indicano la nazione ospitante.

## Fase finale

### Fase a gruppi

#### Gruppo A

##### Classifica
| Pos | Squadra       | P.ti | G | V | N | P | GF | GS | DR |
| --- | ------------- | ---- | - | - | - | - | -- | -- | -- |
| 1   | Niger         | 7    | 3 | 2 | 1 | 0 | 5  | 1  | +4 |
| 2   | Togo          | 7    | 3 | 2 | 1 | 0 | 3  | 1  | +2 |
| 3   | Benin         | 3    | 3 | 1 | 0 | 2 | 4  | 3  | +1 |
| 4   | Guinea-Bissau | 0    | 3 | 0 | 0 | 3 | 1  | 8  | -7 |

Niger qualificata alla finale.

##### Risultati
| Cotonou 22 novembre 2009 | Benin | 0 – 1 | Togo | Stade de l'Amitié |

| Cotonou 22 novembre 2009 | Niger | 3 – 0 | Guinea-Bissau | Stade de l'Amitié |

| Cotonou 24 novembre 2009 | Niger | 1 – 1 | Togo | Stade de l'Amitié |

| Cotonou 24 novembre 2009 | Benin | 4 – 1 | Guinea-Bissau | Stade de l'Amitié |

| Cotonou 26 novembre 2009 | Togo | 1 – 0 | Guinea-Bissau | Stade de l'Amitié |

| Porto-Novo 26 novembre 2009 | Benin | 0 – 1 | Niger | Stade Charles de Gaulle |

#### Gruppo B

##### Classifica
| Pos | Squadra        | P.ti | G | V | N | P | GF | GS | DR |
| --- | -------------- | ---- | - | - | - | - | -- | -- | -- |
| 1   | Senegal        | 7    | 3 | 2 | 1 | 0 | 4  | 0  | +4 |
| 2   | Costa d'Avorio | 5    | 3 | 1 | 2 | 0 | 2  | 1  | +1 |
| 3   | Mali           | 4    | 3 | 1 | 1 | 1 | 2  | 2  | 0  |
| 4   | Burkina Faso   | 0    | 3 | 0 | 0 | 3 | 0  | 5  | -5 |

Senegal qualificata alla finale.

##### Risultati
| Cotonou 23 novembre 2009 | Senegal | 3 – 0 | Burkina Faso | Stade de l'Amitié |

| Cotonou 23 novembre 2009 | Costa d'Avorio | 1 – 1 | Mali | Stade de l'Amitié |

| Cotonou 25 novembre 2009 | Senegal | 1 – 0 | Mali | Stade de l'Amitié |

| Cotonou 25 novembre 2009 | Burkina Faso | 0 – 1 | Costa d'Avorio | Stade de l'Amitié |

| Cotonou 27 novembre 2009 | Mali | 1 – 0 | Burkina Faso | Stade de l'Amitié |

| Porto-Novo 27 novembre 2009 | Costa d'Avorio | 0 – 0 | Senegal | Stade Charles de Gaulle |

### Fase a eliminazione diretta

#### Tabellone
|  | Finale  |         |   |  |
|  |         |         |   |  |
|  | Senegal | Senegal | 1 |  |
|  | Niger   | Niger   | 0 |  |

#### Finale
| Cotonou 29 novembre 2009                           | Senegal   | 1 – 0 | Niger | Stade de l'Amitié |
| \| \| \| \| \| M. B. Traoré 26’ \| Marcatori \| \| |           |       |       |                   |
|                                                    |           |       |       |                   |
| M. B. Traoré 26’                                   | Marcatori |       |       |                   |